# Гладких, Сергей Анатольевич
Сергей Анатольевич Гладких (род. 3 марта 1989 года) - заслуженный мастер спорта России (пауэрлифтинг).

## Карьера
Сергей Гладких тренируется в Енисейске у С.М. Таирова. 
Выступая в юниорской возрастной категории, становился вице-чемпионом России (2004, 2005) и чемпионом мира (2007). В этой же возрастной категории дважды становился чемпионом России (2006, 2008).
В 16-летнем возрасте, выступая на взрослом чемпионате России по жиму лёжа, завоевал серебро с весом 112,5 кг. 
В 2009 году завоёвывает золото чемпионата России по пауэрлифтингу. А в ноябре 2009 года становится чемпионом мира в категории до 67,5 кг. 
В 2010 году довольствуется серебром как на чемпионате России, так и на чемпионате мира.
В 2011 году становится чемпионом России и чемпионом мира в категории до 66 кг. 
В 2012 году стал чемпионом России по силовому троеборью, вице-чемпионом России по жиму лёжа и чемпионом мира.
В 2013 году был чемпионом России, вице-чемпионом мира, а самой большой его победой стало серебро на Всемирных играх.
В 2014 году Гладких завоёвывает серебро национального чемпионата, но на европейском чемпионате становится победителем.
В 2015 году Сергей Гладких становится серебряным призёром чемпионата России по пауэрлифтингу и жиму лёжа. На чемпионате мира - он второй. А на чемпионате Европы - первый.